# Katsuyuki Kambara
Katsuyuki Kambara (jap. 神原勝行 Kanbara Katsuyuki; ur. ok. 1941, zm. 3 maja 2015 w Warszawie) – japoński przedsiębiorca, dyrektor generalny NSK Europe Ltd. Warsaw Liaison Office, honorowy członek JICA Alumni Association in Poland (JAAP).

## Życiorys
Do Polski przyjechał po raz pierwszy w 1971 roku jako pracownik japońskiego koncernu Nichimen i pracował tu do 1977 roku. Następnie w latach 1977-1984 pracował w Japonii, by w 1984 roku objąć funkcję prezesa Oddziału Nichimen w Warszawie. W późniejszym okresie związał się z koncernem Nihon Seiko Kaisha (NSK) w imieniu którego negocjował zakup Fabryki Łożysk Tocznych ISKRA w Kielcach. Należał do prekursorów rozwoju japońsko-polskiej współpracy gospodarczej.

## Wybrane odznaczenia
- Krzyż Komandorski Orderu Zasługi RP – Polska, 2013[3][4]
- Krzyż Oficerski Orderu Zasługi RP – Polska, 2001[5][2]